# 제인 크러카우스키
제인 크러카우스키(영어: Jane Krakowski, 1968년 10월 11일 ~ )는 미국의 배우이다.

## 출연 작품
- 2008년: 킷 키트리지 : 아메리칸 걸 (Kit Kittredge : An American Girl) - 간호사 역
- 2006년: 30 록 (30 Rock) - 제나 말로니 역
- 2004년: 나를 책임져, 알피 (Alfie) - 도리에 역
- 2000년: 고인돌 가족 플린스톤 2 (The Flintstones In Viva Rock Vegas) - 베티 역
- 1996년: 사랑이라면 이들처럼 (Mrs. Winterbourne) - 크리스틴 역